# Adam Carson
Adam Carson (Mountain View, Kalifornia, 1975. február 5. –) amerikai zenész, az AFI nevű rockegyüttes dobosa.

## Zenei karrier
A középiskolában barátai, Mark Stopholese és Vic Chalker, egy együttest akartak alapítani (amely később az AFI lett). Sajnos több problémájuk is adódott: doboshiány volt. Mark ajánlotta a barátját, Adam Carsont dobosnak. Bár nem tudtak egy hangszeren se játszani, de Davey jól tudott énekelni, Adamnek pedig volt dobfelszerelése. Davey Havokkal együtt ők ketten maradtak meg eredetitagként az együttesben.
Míg az AFI-ban játszott, 1996-ban a Tiger Armyban is dobolt. Adam a Tiger Army's The Early Years EP-n hallható.
Az arca látható a The Dork EP borítóján. Adam szerepel a Love Equals Death nevű együttes egyik videóklipjében, a Truth Has Failedben.

## Tetoválásai
- A bal kezén egy rózsa és egy pók, és egy kalózhajó (mint Hunternek).

## Kiadói
- Nitro Records
- Dreamworks Records
- Interscope Records

## Egyéb szereplései
- Influence 13
- Tiger Army

## Albumok
- Answer That and Stay Fashionable (1995)
- Very Proud of Ya (1996)
- Shut Your Mouth and Open Your Eyes (1997)
- Black Sails in the Sunset (1999)
- The Art of Drowning (2000)
- Sing the Sorrow (2003)
- Decemberunderground (2006)
- Crash Love (2009)

## EP-k
- Dork (split with Loose Change) (1993)
- Behind the Times (1993)
- Eddie Picnic's All Wet (live) (1994)
- This Is Berkeley, Not West Bay (1994)
- Bombing the Bay (split with Swingin' Utters) (1995)
- Fly in the Ointment (1995)
- AFI/Heckle Split (split with Heckle) (1995)
- A Fire Inside EP (1998)
- Black Sails (1999)
- All Hallow's EP (1999)
- The Days of the Phoenix (2001)
- 336 EP (2002)